# Colla del Safrà

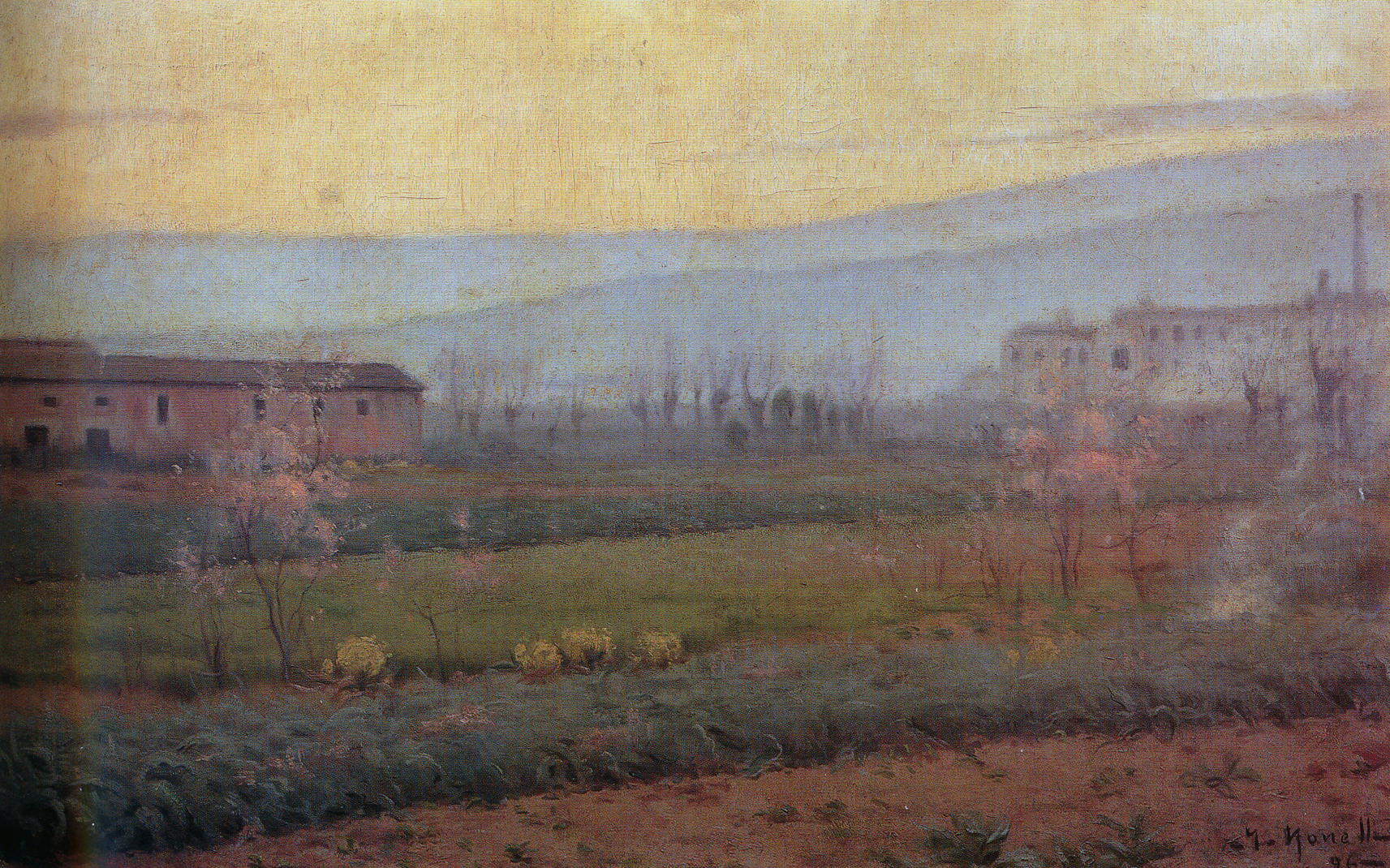
Paisatge de Sant Martí, Isidre Nonell, 1896, col·lecció particular.

La colla del Safrà o colla de Sant Martí fou un grup d'artistes barcelonins integrat per Isidre Nonell, Joaquim Mir i Trinxet, Ricard Canals, Ramon Pichot, Juli Vallmitjana i Adrià Gual. Va ser fundat l'any 1893 per Nonell i es mantingué fins al 1896.
La denominació del grup com a colla del Safrà es dedueix del color groguenc —ensafranat— de moltes de les seves pintures, la denominació com a colla de Sant Martí es deu al fet que moltes de les pintures del grup són paisatges de Sant Martí de Provençals (fins al 1897 un poble independent als afores de Barcelona).
La colla no tingué un programa artístic de definició concreta ni tampoc una estructura rígida. Va ser més aviat un grup de joves amb unes idees compartides, com ara una certa actitud anàrquica i —en l'àmbit de l'art— un interès per a la pintura pleinair (la pintura a l'aire lliure), una temàtica que sovint gira al voltant de la gent marginada i una consciència social que els apropà a la generació del 98 castellana.